# Maria Hussa

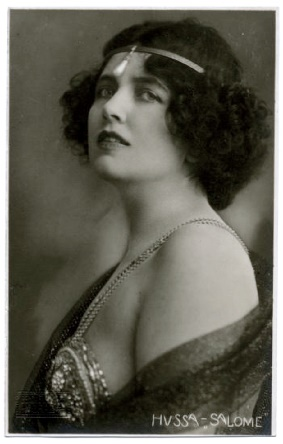
Maria Hussa als Salome in Graz, frühe 1920er Jahre

Maria Immaculata Martha Magdalena Hussa-Greve (* 7. Dezember 1893 in Wien; † 19. April 1980 in Chicago, Illinois) war eine österreichische Opernsängerin (Sopran), die wegen der jüdischen Herkunft ihres Ehemanns Europa verließ und 1938 in die Vereinigten Staaten emigrierte.

## Leben
Maria Hussas Eltern waren der fürstlich liechtensteinische Rat Zdenko Ignaz Hussa (* 1845 in Prag; † 1919 in Wien) und Bertha Hussa, geb. Müller (* 1851 in Rattay; † 1938). Sie hatte einen älteren Bruder, Zdenko Julius Wilhelm Hussa, * 1874. Sie studierte bei Elise Elizza und dem Bassisten Simon Arnold Greve (* 1890 in Wien; † 1952 in Chicago), der an der Wiener Volksoper und später  am Opernhaus von Hamburg eine bedeutende Karriere hatte.
1917 debütierte sie an der Volksoper Wien, wo sie in der Spielzeit 1917/18 ihr erstes Festengament hatte. Ab der Spielzeit 1919/20 war sie Mitglied der Wiener Staatsoper, wo sie im September 1919 als Lola in  Cavalleria rusticana ihr Hausdebüt gab. In den Jahren 1919 bis 1921 war sie als jugendlich-lyrischer Sopran besetzt, u. a. als Micaëla in Carmen, Georgette in Il tabarro, Ginevra Scotti in Die Gezeichneten, Bice in Violanta und Lucienne in Die tote Stadt. Sie übernahm in dieser Zeit auch eine Reihe von kleineren und kleinsten Partien. An der Wiener Staatsoper trat Maria Hussa im Verlauf ihrer Karriere mit Unterbrechungen in einem Zeitraum von über dreißig Jahren immer wieder auf, das Rollenverzeichnis stellt ihre Vielseitigkeit unter Beweis. Während ihrer Auslandsaufenthalte und Gastspiele wechselte sie schrittweise in das dramatische Sopran-Fach.
1920 heiratete sie ihren Lehrer Greve. Ab der Spielzeit 1921/22 war sie für zwei Spielzeiten an der Grazer Oper verpflichtet und sang dort unter anderem im Januar 1923 die Titelpartie in der Strauss-Oper Salome unter der musikalischen Leitung des Komponisten.
Von 1923 bis 1927 war sie an der Staatsoper Unter den Linden in Berlin engagiert. Von 1924 bis 1931 gastierte sie regelmäßig bei den Zoppoter Waldfestspielen. Hussa sang dort Elsa und Eva, Sieglinde und Gutrune. Im Jänner 1924 kehrte sie in der Titelpartie der Oper Salome an die Wiener Staatsoper zurück. 1925 übernahm sie an der Berliner Staatsoper die Rolle der Christine in der Erstaufführung der autobiografischen Oper Intermezzo von Richard Strauss.
Sie gastierte am Gran Teatre del Liceu in Barcelona (1925, 1928), am Opernhaus Köln (1926), an der Staatsoper Dresden (1933) sowie in Brüssel und Amsterdam. 1927 wurde sie an das Stadt-Theater Hamburg verpflichtet und war noch im selben Jahr in den Uraufführungen von zwei Opern besetzt – im Oktober 1927 als Heliane in Korngolds Das Wunder der Heliane und im November 1927 als 2. Elfe in Ottorino Respighis Die versunkene Glocke. In den späten 1920er Jahren sang sie an der Wiener Staatsoper ebenfalls die Heliane sowie die Titelpartien in Die ägyptische Helena und in Tosca.
1930 trat sie in Den Haag als Marietta in Die tote Stadt auf. In der Spielzeit 1934/35 war sie am Düsseldorfer Opernhaus engagiert. Im Jänner 1935 kehrte sie nach Wien zurück und sang in der Neujahrsvorstellung der Wiener Staatsoper erstmals die Marschallin in Der Rosenkavalier. In der Spielzeit 1935/36 am Theater an der Wien engagiert. 1936 sang sie an der Wiener Staatsoper die Elsa von Brabant in Lohengrin, 1937 die Chrysothemnis in Elektra. Anfang Februar 1938 übernahm sie im Theater an der Wien die Hauptrolle der Sängerin Emilia Marty in der österreichischen Erstaufführung von Janáčeks Oper Die Sache Makropulos.
Zu Hussas Rollen gehörten auch die Leonore in Fidelio, die Titelpartien in Verdis Aida und in Puccinis Turandot, die Marguerite in Faust, die Myrtocle in d’Alberts Die toten Augen sowie die Dorotea in Schwanda, der Dudelsackpfeifer von Jaromír Weinberger.
Hussa hatte auch im Konzertsaal große Erfolge. Ernst Krenek widmete ihr 1928 seinen Monolog der Stella (op. 57a), gesetzt für Sopran und Orchester.
Wegen der jüdischen Herkunft ihres Mannes sah sich Maria Hussa im September 1938 zur Emigration gezwungen. Das Ehepaar floh in die Vereinigten Staaten. 1940 sang sie an der Oper von Chicago die Sieglinde in Die Walküre und die Marschallin. In Vertretung von Lotte Lehmann übernahm sie im Dezember 1940 die Marschallin für einen Abend an der Metropolitan Opera in New York.
1944 wurden Simon und Maria Greve US-amerikanische Staatsbürger.
Später unterrichtete sie an der Sherwood Music School des Columbia College in Chicago. Außerdem leitete sie in Chicago ein Gesangsstudio. 1947 wurde sie Vorsitzende des Reconstruction Committee of the Vienna Opera, gegründet in Chicago. Die Vereinigung sammelte Spenden für den Wiederaufbau der Wiener Staatsoper. Im September 1948 sang sie im Theater an der Wien, dem Ausweichquartier der zerstörten Wiener Staatsoper, noch einmal die Marschallin. Ab 1949 unterrichtete sie in Sommerkursen am Mozarteum in Salzburg. Zu ihren Schülern zählten Maria de Francesca-Cavazza und Gloria Lind.
Maria Hussa wurde 86-jährig nahe einer Chicagoer U-Bahnstation Opfer eines Raubüberfalls und starb an dessen Folgen.

## Tondokumente
Von Maria Hussa wurden nur wenige Aufnahmen veröffentlicht:
Electrola, Berlin, 23. Februar 1928. Orchester der Staatsoper, Berlin. Dirigent: Ernst Viebig
- „Ha, welch Glück (Schmuckarie)“ aus Faust (Gounod) / „Ich sprach, dass ich furchtlos mich fühle“ aus Carmen (Bizet). Electrola EH 135

Homocord, Berlin, 1931. Mit Gerhard Gregor (Welte Orgel). 
- Waterboy (Platen) / Grüß' mir mein Hawaii  (Kollo). Homocord 4-4048

Homocord, Berlin, Mai 1931. Orchesterbegleitung. Dirigent: Franz Doll
- Liebesfeier (Weingartner) / „Tausend Sterne glüh’n in Dunkeln“ (Sternenlied) aus der Operette Indigo und die 40 Räuber (Strauss). H-4261
- „Wenn zwei sich lieben“ aus Der Rastelbinder (Lehár) / „Bleib dunkle Nacht“ aus Das Spitzentuch der Königin (Strauss). Beide Titel mit Hans-Heinz Bollmann (Tenor). H-4357

Homocord, Berlin, November 1931. Orchesterbegleitung
- „Schau mir nur recht ins Gesicht“ aus Der Vogelhändler (Zeller). Mit Hans-Heinz Bollmann / „Anzoletto sang: 'Komm mia Bella'“ aus Gasparone (Millöcker) H-4339
- „Hab’ ich nur Deine Liebe“ aus Boccaccio (Suppè)  / „Grüß dich Gott, du liebes Nesterl“ aus Wiener Blut (Strauss). H-4356

Wiener Staatsoper, live, 11. Februar 1936. Dirigent: Josef Krips 

- „Höchstes Vertrau’n“ aus Lohengrin (Wagner). Mit Torsten Ralf (Tenor). Edition Wiener Staatsoper Live (Koch Schwann) Vol. 1. Best-Nr. 3-1451-2